# Благовіщенський район
Благові́щенський райо́н (з 1949 по 2016 рр. — Ульяновський район) — колишня адміністративно-територіальна одиниця у складі Кіровоградської області України. Площа — 701 км² (2,85 % від площі області). Адміністративний центр — місто Благовіщенське. Населення становить 22 127 осіб (на 1 січня 2019 року).

## Географія
Благовіщенський район Кіровоградської області розташований у південно-західній частині Придніпровської височини, у лісостеповій зоні. На заході він межує з Гайворонським, на сході — з Голованівським районами Кіровоградської області, на півночі — з Уманським районом Черкаської області. 
Через усю територію району з півночі на південь тече річка Синиця, що впадає в Південний Буг, який у свою чергу відділяє район з півдня від Савранського району Одеської області та Кривоозерського району Миколаївської області.
Площа району — 0,7 тисяч км². У районі — 26 населених пунктів, які підпорядковуються одній міській та 17 сільським радам. Місцеві ґрунти славляться своїми чорноземами та їх родючістю. Рельєф району рівнинний з пагорбами, ярами, балками та долинами. Землі багаті чорноземами, у листяних лісах переважають дуби, клени, ясени.
Історично землі Благовіщенського району є частиною Брацлавського Поділля, що внаслідок адміністративно-територіального поділу за радянських часів приєднані до Кіровоградської області.

### Природно-заповідний фонд

#### Ландшафтні заказники
Гардова, Гренівський, Кам'яногірський, Кошарово-Олександрівський, Скалки.

#### Гідрологічна пам'ятка природи
Кам'яна Криниця.

#### Парк-пам'ятка садово-паркового мистецтва
Благовіщенський.

## Історія

### Стародавні часи
Територія Благовіщенського району здавна була заселена людьми, про що свідчать археологічні знахідки, найдавніші з яких датуються верхнім (пізнім) палеолітом (40 — 10 тисяч років тому). Біля сел Данилова Балка, Луполово та Сабатинівка знайдені трипільські поселення, однієї з найяскравіших археологічних культур доби енеоліту (IV — середина ІІІ тисячоліття до н. е.). Село Сабатинівка дало назву археологічній культурі пізнього періоду бронзової доби. Сабатинівська культура, поселення якої вперше було досліджене біля с. Сабатинівки, існувала в XIV — ХІІ ст.ст. до н. е., мала кам'яну архітектуру, розвинуті для того часу металургію та хліборобсько-скотарське господарство. Кімерійці, скіфи, сармати, готи, гуни, авари, хозари, угри, печеніги панували на цій землі, змінюючи один одного.

### Київська Русь
В середині Х ст. внаслідок запеклої боротьби слов'ян з печенігами вона була приєднана до Київської держави — Русі. У другій половині ХІ ст. сюди дійшла експансія половецьких ханів. Половці постійно нападали на Русь, яка в процесі нескінченних зовнішніх та внутрішніх воєн в першій половині ХІІ ст. роздрібнилася на ряд самостійних та напівсамостійних князівств. В ті часи територія сучасного Благовіщенського району відійшла до Половецького ханства, яке у другій половині ХІІ ст. хан Кончак перетворив у могутню державу. В першій половині ХІІІ ст. монголо-татарські завойовники розбили розрізнені війська руських князівств і розгромили Половецьке ханство. В 1243 р. хан Батий заснував величезну імперію — Золоту Орду, яка займала територію від Дунаю на заході до Обі та Сирдар'ї на сході, і Половецька земля була поглинута нею.

### Велике князівство Литовське
В середині ХІІІ ст. литовський князь Міндовг на основі об'єднання кількох князівств створив литовсько-руську державу, яка мирним шляхом почала приєднувати до себе підкорені Золотою Ордою і поставлені у васальну від неї залежність руські князівства. Так 1362 р. на умовах автономного удільного князівства ввійшла до Великого Литовського князівства Київська земля. Ординці не могли погодитись із втратою васалів і намагалися повернути статус-кво, але в битві на Синіх Водах, де 1363 р. війська трьох подільських ханів зіткнулися з русько-литовським військом, очолюваним великим князем Ольгердом, зазнали поразки, внаслідок чого Подільська земля відійшла до Великого Литовського князівства.
Кревською унією 14 серпня 1385 р. був оформлений державно-політичний союз Великого Литовського князівства і Польського королівства. Островською угодою 4 серпня 1392 р. була закріплена майже повна автономія литовсько-руської держави, правителем якої в той час був великий князь Вітовт. Вітовт Кейстутович провів адміністративно-територіальну реформу, Велике Литовське князівство було поділене на області, якими управляли його намісники. Однак у 1401 р. великий князь Вітовт був змушений піти на укладання нової польсько-литовської унії, а підписана ним 2 жовтня 1413 р. Городельська унія передбачала об'єднання Польщі та Литви в одну державу, автономію Литви в її складі, але уніфікацію адміністративно-територіального устрою, запровадження в Литві сейму та посадових осіб, подібних до польських. Таким чином литовсько-руське князівство стало розподілятися на повіти, які управлялися повітовими сеймиками.

### Річ Посполита
Частина Поділля, на якій тепер знаходиться Благовіщенський район, після складного періоду невизначеності остаточно була включена до Великого Литовського князівства на початку 1430-х років. 1 липня 1569 р. за Люблінською унією Литва і Польща об'єдналися в єдину державу під назвою Річ Посполита. Звенигородський повіт, якому належали землі сучасного Благовіщенського району, увійшов до складу Брацлавського воєводства Королівства Польського — умовою збереження Литвою суверенності в Речі Посполитої був перехід українських земель (Брацлавщини, Волині, Київщини і Підляшшя) до Польщі.

### Козаччина
З початком Визвольної війни 1648—1654 рр. польську адміністрацію в Україні було скасовано і утворено полковий адміністративно-територіальний устрій, за яким територія сучасного Благовіщенського району відійшла до Уманського полку. За Білоцерківським мирним договором, укладеним між гетьманом України Богданом Хмельницьким і польським урядом 18 вересня 1651 р., козацькою територією визначалося лише Київське воєводство, а в Брацлавському воєводстві була відновлена польська адміністрація. В травні 1652 р. Богдан Хмельницький анулював умови цього договору, а розпочата після проголошення 8 січня 1654 р. рішення Переяславської Ради про з'єднання України з Московією російсько-польська війна на довгі роки зробила цю територію театром військових дій. Внаслідок укладання гетьманом Юрієм Хмельницьким Слободищенського трактату 17 жовтня 1660 р. правобережні полки підпали під владу Польщі.
Війна закінчилася Андрусівською угодою 9 січня 1667 р., за якою вся Правобережна Україна, крім Києва, залишилася за Польщею. Брацлавське воєводство було відновлене, але в 1671 р. спалахнула війна між Польщею і Туреччиною, внаслідок якої, згідно з Бучацьким мирним договором 18 жовтня 1672 р., Поділля відійшло до Туреччини, власне Брацлавщина опинилася під владою залежного від турків гетьмана Петра Дорошенка. В квітні ж 1673 р. польський сейм відмовився затвердити умови Бучацького договору, що призвело до нової польсько-турецької війни. За Журавненським мирним договором 17 жовтня 1676 р., яким вона закінчилася, Поділля залишилося в складі Туреччини, значна частина Правобережної України, в тому числі і землі сучасного Благовіщенського району, визнавалася козацькою територією під протекторатом Туреччини. Та й цей договір не був ратифікований польським сеймом.

### Російсько-турецькі війни
Бахчисарайський мирний договір 13 січня 1681 р., яким закінчилася російсько-турецька війна 1677—1681 рр., обумовив між цими двома державами закріплення Брацлавщини і південної Київщини за Туреччиною. Мирний договір між Польщею та Росією, підписаний у Москві 6 травня 1686 р. (так званий Вічний мир) примусив Польщу відмовитися від Поділля на користь Туреччини, а Брацлавщина і південна Київщина мали стати незаселеною нейтральною територією. Після російсько-турецької війни 1686 — 1699 рр. за рішенням Карловицького конгресу, яке було підписане 16 січня 1699 р., Польщі повернули Поділля, Брацлавщину та південну Київщину. У червні 1699 р. польський сейм ухвалив постанову про ліквідацію територіальних полків у Київському та Брацлавському воєводствах. Таким чином територія сучасного Благовіщенського району знову опинилася у Звенигородському повіті Брацлавського воєводства Королівства Польського, в якому і перебувала ще майже сто років.
2 квітня 1793 р. внаслідок другого поділу Речі Посполитої у складі Російської імперії було створене Брацлавське намісництво. 27 січня 1795 р. частина Брацлавського намісництва ввійшла до складу новоствореного Вознесенського намісництва, ульяновські землі відійшли до його Єленського повіту. За указом Павла І 12 грудня 1796 р. Вознесенське намісництво було скасоване, його Єленський повіт увійшов до складу утвореної тим же указом Подільської губернії. 26 вересня 1797 р. з приєднанням до м. Єленська слободи Балти повіт був перейменований на Балтський, в якому і опинилася територія сучасного Благовіщенського району.

### Визвольні змагання
Після Лютневої революції 1917 р. влада в Україні з 4 (17) березня 1917 р. перейшла до Української Центральної Ради, яка 7 (20) листопада 1917 р. проголосила створення з 9 українських губерній Української Народної Республіки у федеральному складі Росії. 22 січня 1918 р. Центральна Рада проголосила повну незалежність УНР. 2 березня 1918 р. уряд УНР прийняв закон про новий територіально-адміністративний поділ держави на 30 земель, ухвалений Центральною Радою 6 березня 1918 р. За цим устроєм, який через політичну нестабільність не був впроваджений, територія сучасного Благовіщенського району повинна була увійти до складу землі Побужжя з центром в Умані.
Гетьманат Павла Скоропадського, що взяв владу в Україні 29 квітня 1918 р., відмінив закон Центральної Ради про територіально-адміністративний устрій. Гетьманський уряд повернувся до старої адміністративно-територіальної системи, тільки перейменував губернії і повіти на губернські та повітові староства. 14 грудня 1918 р. влада в Україні перейшла до створеної 13 листопада того ж року Директорії, яка теж не змогла провести адміністративно-територіальну реформу, але перетворила староства на губернські та повітові комісаріати. Дуже складний політичний період 1917 — 1920 рр. не дав можливості створити в Україні сталий адміністративно-територіальний устрій.

### Радянська влада
Радянська влада, яка остаточно встановилася в Україні на початку 1920 р., відновила губерніальний територіальний поділ, але відразу почала готувати і проводити його реформування. 28 січня 1920 р. постановою Всеукрревкому було затверджене створення Одеської губернії, постановою ВУЦВК від 18 липня 1920 р. до її складу ввійшов Балтський повіт колишньої Подільської губернії. Наступні великомасштабні адміністративно-територіальні перетворення було покладено постановою ВУЦВК від 1 лютого 1922 р. «Про впорядкування і прискорення робіт по адміністративно-територіальному устрою УРСР». 25 жовтня 1922 р. ІІ сесія ВУЦВК затвердила основні принципи майбутньої грандіозної реформи, яка передбачала створення з укрупнених повітів округів, а з укрупнених волостей — районів, потім поступову передачу губернських повноважень окружним органам з послідуючою ліквідацією губерній.
Реформа проводилася згідно з постановою ВУЦВК від 7 березня 1923 р., затвердженою ІІ сесією ВУЦВК 12 квітня 1923 р. Згідно з цим документом Балтський повіт з волостями було скасовано, його територія ввійшла до складу Балтського та Первомайського округу Одеської губернії, тоді ж був створений Данилово-Балківський (Данилівський) район з центром в с. Данилова Балка. Постановою ВУЦВК від 21 червня 1924 р. Данилівський район був перейменований в Грушківський р-н. Постановою ВУЦВК від 3 червня 1925 р. губерніальний поділ було скасовано і всі адміністративні губернські функції перейшли до окружних органів управління. В кінці 1928 р. районним центром Данилово-Балківського району стало селище Ульяновка, перейменований у 1924 р. на честь В. І. Ульянова Грушківський виселок — селище Грушківського цукрового заводу, заснованого місцевою землевласницею графинею Строгановою у 1870 р. Постановами ВУЦВК та РНК УРСР від 13 червня 1930 р. Первомайський округ було скасовано, а 9 лютого 1932 р. IV позачерговою сесією ВУЦВК ХІІ скликання прийнято постанову про створення в ряді перших п'яти в Україні областей Одеської області, в складі якої опинився Грушківський, колишній Данилово-Балківський, район.
До речі, хоча селище, за «Історією міст і сіл УРСР» (Кіровоградська область //Дрозденко Д. М. Ульяновка. — К.: УРЕ, 1972. — С. 731), з 1924 р. отримало назву Ульяновка, на мапі Одеської області 1939 р. воно значиться як Грушка. В адміністративно-територіальному довіднику УРСР 1946 р. райцентром Грушківського району Одеської області названо с. Грушку. Очевидно, це було пов'язано з залізничною станцією, яка називається Грушка, і ніколи не міняла своєї назви. Тобто фактично існувало два населених пункти з однаковою назвою — залізнична станція і селище, центр району, Грушка — Ульяновка та село, центр сільської ради, Грушка.
В 1938 р. селище Ульяновка отримало статус селища міського типу. Згідно з Указом Президії Верховної Ради СРСР 12 лютого 1954 р. Ульяновський район був переданий Кіровоградській області, утвореної указом Президії Верховної Ради СРСР 10 січня 1939 р. Наприкінці 1962 р., згідно з Указом Президії Верховної Ради УРСР 30 грудня 1962 р., в результаті укрупнення сільських районів до складу Ульяновського району ввійшли селища Голованівськ і Салькове, сільради скасованого Гайворонського району (Завалля та Побузьке в підпорядкування Гайворонській міській раді, Гайворон — в відання обласної (промислової) ради депутатів трудящих) та Грузька, Ємилівська, Капітанська, Клинівська, Красногірська, Липовеньківська, Межирічківська, Надеждівська, Розкішненська, Свирнівська, Семидубівська і Шепилівська сільради Голованівського району. Але таким великим Ульяновський район проіснував недовго і, згідно з Указом Президії Верховної Ради УРСР 4 січня 1965 р., його розукрупнено, після чого він складався з однієї селищної (з 1974 р. — міської) Ульяновської і 14 сільрад: Богданівської, Великотроянівської, Вільхівської, Грушківської, Данилово-Балківської, Йосипівської, Кам'янобрідської, Кам'янокриничанської, Лозуватської, Луполівської, Новоселицької, Розношенської, Сабатинівської та Синьківської.
Порівняно з Грушківським районом Одеської області сільради Ульяновського району Кіровоградської області були укрупнені: Дельфінівська сільська рада приєднана до Лозуватської сільської ради, Кошаро-Олександрівська — до Луполівської, Мечиславська — до Йосипівської, Синицівська — до Богданівської, Станіславівська — до Грушківської, Христофорівська — до Кам'янобрідської, Шамраївська — до Ульяновської селищної ради.
В 1988 р. Ульяновський район ще раз було розукрупнено: з Богданівської сільської ради виділилася Синицівська сільська рада, з Йосипівської — Мечиславська, з Ульяновської міської ради — Шамраївська сільська рада (з відновленням села Шамраєве, яке було з середини 1960-х рр. в смузі Ульяновка). Територія Ульяновського району Кіровоградської області протягом тисячоліть знаходилась в зоні інтенсивної людської цивілізації, історично вона є частиною брацлавського Поділля, але внаслідок низки складних адміністративно-територіальних реформ радянського періоду була приєднана до утвореної з частини ліквідованої Херсонської губернії Кіровоградської області.

## Адміністративний устрій
Район адміністративно-територіально поділяється на 1 міську раду та 17 сільських рад, які об'єднують 27 населених пунктів та підпорядковані Благовіщенській районній раді. Адміністративний центр — м. Благовіщенське.

### Влада
Глови РДА:
- Діденко Дмитро Феофілович
- в.о. Блажко Дмитро Григорович
- Кучер Іван Васильович
- Торяник Михайло Васильович

Голови ради:
- Сулима Михайло Михайлович
- Буй Альберт Павлович
- Кримський Ігор Аркадійович

## Економіка
Головними галузями економіки району були хліборобство, цукрова, м'ясна та молочна промисловості.

## Транспорт
Територією району проходить автошлях E95М05.

## Населення
Розподіл населення за віком та статтю (2001)
| Стать | Всього | До 15 років | 15-24 | 25-44 | 45-64 | 65-85 | Понад 85 |
| --- | ------ | ----------- | ----- | ----- | ----- | ----- | -------- |
| Чоловіки | 12 964 | 2507        | 1779  | 3636  | 3347  | 1629  | 66       |
| Жінки | 15 753 | 2436        | 1668  | 3682  | 4159  | 3461  | 347      |
| \| Статево-вікова піраміда \| Статево-вікова піраміда \| Статево-вікова піраміда \| \| ----------------------- \| ----------------------- \| ----------------------- \| \| Чоловіки \| Вік \| Жінки \| \| 66 \| 85 + \| 347 \| \| 112 \| 80-84 \| 401 \| \| 341 \| 75-79 \| 1041 \| \| 612 \| 70-74 \| 1173 \| \| 564 \| 65-69 \| 846 \| \| 1072 \| 60-64 \| 1470 \| \| 588 \| 55-59 \| 816 \| \| 795 \| 50-54 \| 944 \| \| 892 \| 45-49 \| 929 \| \| 980 \| 40-44 \| 964 \| \| 848 \| 35-39 \| 899 \| \| 891 \| 30-34 \| 867 \| \| 917 \| 25-29 \| 952 \| \| 795 \| 20-24 \| 819 \| \| 984 \| 15-20 \| 849 \| \| 973 \| 10-14 \| 928 \| \| 816 \| 5-9 \| 823 \| \| 718 \| 0-4 \| 685 \| |        |             |       |       |       |       |          |
| Статево-вікова піраміда |        |             |       |       |       |       |          |
| Чоловіки | Вік    | Жінки       |       |       |       |       |          |
| 66 | 85 +   | 347         |       |       |       |       |          |
| 112 | 80-84  | 401         |       |       |       |       |          |
| 341 | 75-79  | 1041        |       |       |       |       |          |
| 612 | 70-74  | 1173        |       |       |       |       |          |
| 564 | 65-69  | 846         |       |       |       |       |          |
| 1072 | 60-64  | 1470        |       |       |       |       |          |
| 588 | 55-59  | 816         |       |       |       |       |          |
| 795 | 50-54  | 944         |       |       |       |       |          |
| 892 | 45-49  | 929         |       |       |       |       |          |
| 980 | 40-44  | 964         |       |       |       |       |          |
| 848 | 35-39  | 899         |       |       |       |       |          |
| 891 | 30-34  | 867         |       |       |       |       |          |
| 917 | 25-29  | 952         |       |       |       |       |          |
| 795 | 20-24  | 819         |       |       |       |       |          |
| 984 | 15-20  | 849         |       |       |       |       |          |
| 973 | 10-14  | 928         |       |       |       |       |          |
| 816 | 5-9    | 823         |       |       |       |       |          |
| 718 | 0-4    | 685         |       |       |       |       |          |

## Політика
25 травня 2014 року відбулися Президентські вибори України. У межах Благовіщенського району було створено 25 виборчих дільниць. Явка на виборах становила — 64,35 % (проголосували 12 197 із 18 955 виборців). Найбільшу кількість голосів отримав Петро Порошенко — 53,00 % (6 465 виборців); Олег Ляшко — 16,22 % (1 978 виборців), Юлія Тимошенко — 14,99 % (1 828 виборців), Анатолій Гриценко — 4,77 % (582 виборців). Решта кандидатів набрали меншу кількість голосів. Кількість недійсних або зіпсованих бюлетенів — 1,07 %.

## Пам'ятки
У Благовіщенському районі на обліку перебуває 40 пам'яток історії.
У Благовіщенському районі на обліку перебуває 8 пам'яток архітектури.